# Mosquée Massalikul Jinaan
La mosquée Massalikoul Djinane ou Massalikul Jinaan, qui signifie mosquée des itinéraires du paradis, de Dakar est la deuxième plus grande mosquée du Sénégal après celle de Touba, construite en 1932 et l’une des plus grandes de l'Afrique de l'Ouest. Elle est située à la commune d'arrondissement Grand Dakar,. Ce projet a été mené en totalité par l'architecte sénégalais Maïssa Diodio Touré, PDG de MDT Architecture et La CDE (Consortium D'Entreprises).

## Histoire
Construite en une décennie, de 2009 à 2019, la pose de la première pierre a connu la présence du président Abdoulaye Wade, puis à l’inauguration ce dernier est Macky Sall, financée par la communauté mouride à hauteur de 22 milliards de FCFA (30 millions d'euros), elle a une capacité de 30 000 places assises,. Plus de 1 600 policiers ont été mobilisés pour la cérémonie d’ouverture.
Le terrain sur lequel est bâtie la mosquée résulte du don, au début des années 2000, de 5,8 hectares par le président Wade, très proche de la communauté.

## Inauguration
Les anciens présidents, Macky Sall et Abdoulaye Wade, participent ensemble à la grande prière et l’ouverture officielle de la mosquée, en septembre 2019, en présence du khalife général des mourides Serigne Mountakha Mbacké.

## Architecture
La mosquée est éclairée par les 2 000 lumières d’un lustre géant. Fruit de quinze ans de travaux, qui ont mobilisé 800 ouvriers, la mosquée peut contenir 30 000 fidèles (10 000 à l’intérieur et 20 000 sur l’esplanade). Avec ses cinq minarets, elle devient la plus grande mosquée de Dakar, et l’une des plus importantes d’Afrique de l’Ouest.

## voir aussi